# Klaus Baess
Klaus Baard Baess (Frederiksberg, 10 de novembro de 1924 — 16 de setembro de 1928) foi um velejador e medalhista olímpico dinamarquês que competiu nos Jogos Olímpicos de Verão de 1948 na classe Dragon e conquistou a medalha de bronze, ao lado de William Berntsen e Ole Berntsen.
Ele navegou pelo Kongelig Dansk Yacht Club desde 1943. Na Dinamarca, sua terra natal, Baess também trabalhou como designer de iates. Seu cunhado, Lorne Loomer, era o remador canadense e campeão olímpico.